# شعب الميندي
شعب الميندي: هو أحد أكبر مجموعتين عرقيتين في سيراليون، وجيرانهم هم شعب التيمني ولديه نفس عدد السكان تقريبًا. يمثل كل من شَعبَيّ الميندي والتيمني أكثر من 30٪ من إجمالي السكان. توجد غالبية الميندي في المقاطعتين الجنوبية والشرقية، بينما توجد غالبية التيمني في المقاطعتين الشمالية والغربية، بما في ذلك العاصمة فريتاون. إن بعض المدن الرئيسية التي تضم عددًا كبيرًا من سكان الميندي تشمل بو وكينيما وكايلاهون ومويامبا.
ينتمي الميندي إلى مجموعة أكبر من شعوب الماندي التي تعيش في جميع أنحاء غرب إفريقيا. يعمل معظم شعب الميندي في الزراعة والصيد. أثناء الحرب الأهلية.
أسس الدكتور الميندي ألفا لافالي قوة الدفاع المدني (CDF)، وهي عبارة عن ميليشيا تكونت لمساندة القوات الحكومية في محاربة المتمردين، تضمنت القوات خمس مجموعات من جميع المجموعات العرقية الرئيسية في البلاد: تامابوروس، الصائدون، دونسو، كابراس، وكاماجور. وكلمة كاماجور تعني باللغة الميندية صياد وقد أطلق على أحد أكثر الفصائل هيمنةً وأكثرها رهبةً بين ميلشيات قوات الدفاع المدني التي يرأسها نائب وزير الدفاع الراحل، القائد (هينجا نورمان). حتى يومنا هذا، تُكرم جماعة كاماجور باعتبارهم نخبة من الرجال والنساء الذين ناضلوا من أجل استعادة الديمقراطية في سيراليون الحديثة.
يتوزع الميندي في عدة مناطق: «الكابا ميندي» ويعيش معظمهم في الجنوب في مقاطعة مويامبا، و«الغولاه ميندي» ويعيشون في غابة غولا بين مقاطعتي كينيما وبوجيهون إلى ليبيريا - معلم الحجز الوطني، و«السيوا ميندي» الذين يستقرون على طول نهر سيوا، و«الفاي ميندي» أيضًا في ليبيريا ومقاطعة بوجيهون في سيراليون. وهناك «الكوة ميندي» وهم القبيلة السائدة في مقاطعة كيلاهون مع قبيلة كيسي (نغيسي) وغاباندي، وكلاهما في ليبيريا وسيراليون وغينيا.
نجد عند الميندي مجتمعين: مجتمع «بورو» السري للرجال، ومجتمع «ساندي» الخاص بالنساء، ويعملان على إعداد الناشئة حتى مرحلة النضج والبلوغ. ويشار إلى أولئك الذين ينضمون إلى أي من هذه المجتمعات على النحو التالي: الهاليمو وهم أعضاء في المجتمعات السرية، وكابوا هم أشخاص لم يُطلقوا في الهالي- الجمعيات السرية- مطلقًا. يعتقد الميندي أن كل القوة الإنسانية والعلمية تنتقل عبر المجتمعات السرية.
لغة المندي منتشرة على نطاق واسع في ليبيريا أكثر في المناطق التي كانت في يوم ما تعتبر جزءًا من ليبيريا. في عام 1984، هدد الرئيس (صمويل دو) باستعادة جزء من سيراليون الذي كان في السابق يؤول إلى ليبيريا. يوجد في كلا البلدين قبائل ميندي، وغولا، وفاي، وجيسي، وقبندي، لكن ميندي هم المجموعة السكانية الأكبر.
أسماء مندي شائعة في ليبيريا بما في ذلك المدن التي تشترك في أسماء على جانبي الحدود؛ على سبيل المثال، يعد قوما ميندي قسمًا شائعًا في لوفا، ليبيريا، والذين يسكنون بالقرب من الحدود يطالبون بالحصول على الجنسية المزدوجة.
يتم تدريس لغة مندي أيضًا في مدارس سيراليون والأبجدية مطابقة تمامًا للأبجدية الإنجليزية. على سبيل المثال، يُقلب الحرف "C" في اتجاه اليسار وينطق "orh" تكتب 'E' بحواف مكسورة وتنطق 'eh'.
يتحدث الميندي لغة الميندي فيما بينهم، لكنها  تستخدم أيضًا كلغة مشتركة من قبل أفراد من مجموعات عرقية صغيرة سيراليونية تعيش في نفس الجزء من البلاد. يتحدث بلغتهم حوالي 46 ٪ من سكان سيراليون.
كغالبية الدول الإفريقية، غالبًا ما ترتبط الأحزاب السياسية في سيراليون بجماعات إثنية محددة حيث يهيمن عليها الميندي من ناحية، والتيمني وحلفاؤهم السياسيون منذ زمن طويل، الليمبا، من ناحية أخرى. من المعروف أن المندي يدعمون عادة حزب الشعب السيراليوني (SLPP)، في حين يرتبط كل من التيمني والليمبا بحزب كل الشعب (APC).

## التاريخ
أدت الحرب الإقليمية طوال القرن التاسع عشر إلى القبض على العديد من الناطقين بلسان الميندي وبيعهم كعبيد. وكان من أبرزهم أولئك الذين عثر عليهم على متن اميستد Amistad في عام 1839. ونالوا حريتهم في نهاية المطاف وتمت اعادتهم إلى وطنهم. كان في هذا الحدث اثنان وعشرون من الرجال  الأحرار من قبائل الميندي، الذين تم أخذهم البرتغاليون كعبيد في عام 1839، وفي سفينة  تم شحنها عن طريق الممر الأوسط إلى هافانا، كوبا، حيث تم بيعهم لأصحاب مزارع السكر الكوبية، خوسيه رويز وبيدرو مونتيس.
بعد العمل في المزرعة، وضعوا على مركب شراعي أميستاد وشحنها إلى مزرعة كوبية أخرى. في الطريق، هربوا من مستعبديهم وقادهم سينجبي بيه في تمرد. طلبوا من الطاقم إعادتهم إلى أفريقيا. أحبط طاقم السفينة جهودهم للعودة إلى ديارهم، اذ انتقلوا بالسفينة إلى الولايات المتحدة. تم اعتراض السفينة قبالة لونغ آيلاند، نيويورك، بواسطة مراكب المراقبة الساحلية الأمريكية. أدان التجار الكوبيون رويز ومونتس الميندي وأكدوا أنهم ممتلكاتهم. وفقًا للحالة التي تلت ذلك، التي تم الاستماع إليها في هارتفورد ونيو هافن، كونيتيكت، تم التأكد بأن الرجال كانوا أحرارًا، وتمت إعادة ستة وثلاثين مينديًا  ممن بقوا على قيد الحياة إلى وطنهم.
في الأمريكتين، وخاصة الولايات المتحدة، اكتشف الباحثون أن عناصر من الثقافة الأفريقية لها أصول طويلة. في بعض المناطق التي ضمت مجموعات كبيرة من الأفارقة المستعبدين، حافظوا على الكثير من تراثهم. في ثلاثينيات القرن العشرين، وجد عالم اللغة الأمريكي من أصل إفريقي لورينزو داو تيرنر عائلة من عوائل الغولا على ساحل جورجيا والتي كانت تحتفظ بأغنية قديمة بلغة الميندي («واكا»)، حيث تم تناقلها منذ مائتي عام. في التسعينيات من القرن الماضي، وجد ثلاثة من الباحثين العصريين - جوزيف أوبالا، وسينثيا شميدت، وتازييف كوروما - قرية من قرى الميندي في سيراليون، حيث لا تزال الأغنية ذاتها تُغنى حتى اليوم. تم سرد قصة هذه الأغنية الميندية القديمة، وكذلك قصة بقائها في كلٍ من أفريقيا والولايات المتحدة، في الفيلم الوثائقي «اللغة التي تبكي بها» The Language You Cry In.

## التقاليد والثقافة
يعيش الميندي تقليديًا في قرى يتراوح عدد سكانها بين 70 و 250 نسمة، والتي تقع على بعد 1.5 إلى 5 كيلومترات عن بعضها. لا يوجد سوى القليل من الميكنة-استخدام للماكينات- في الجزء الأكبر من الريف الميندي. يستخدم مزارعو مندي المعاول والسواطير، لكن هناك القليل من الأدوات الأخرى. يعرف الميندي عمومًا باسم مزارعي الأرز والعديد من المحاصيل الأخرى، حيث يمارسون دوران المحاصيل لحماية إنتاجية التربة. تزرع القهوة والكاكاو والزنجبيل كمحاصيل نقدية، في حين يزرع الأرز والفلفل والفول السوداني والبنيس (المعروف أيضًا باسم بذور السمسم) وزيت النخيل للاستهلاك المحلي. شكل الميندي تعاونيات الأرز في بعض المناطق الريفية.
يكون نظام الزراعة لدى الميندي عبر مجموعات العمل التي تنظم على أسس محلية وتنتقل هذه المجومعات من مزرعة إلى أخرى. يتم تقسيم العمل حسب الجنس: حيث يقوم الرجال بالعمل الشاق المتمثل في تطهير الأرض لزراعة الأرز، بينما تنظف النساء الأرز والقش، ويقتلعن الحشائش. يتم إتباع هذا الروتين خلال عشرة أشهر من كل عام، باستثناء بضعة أشهر على مدار العام الجديد، حيث يتمكنوا من قضاء المزيد من الوقت في القرية والانخراط في أنشطة منزلية مثل بناء المنازل.
يعتبر الميندي مجتمعًا أبويًا هي ومتعدد الزوجات. يتم تمثيل الوحدة المنزلية رجل واحد على الأقل وربما العديد من إخوته مع جميع زوجاتهم وأطفالهم. عادةً ما يغادر واحد أو أكثر من الأخوة والأخوات المتزوجين عاجلاً أم آجلاً ويتم دمجهم في وحدات سكنية أخرى. يتمتع الذكر الأكبر بسلطة أخلاقية - الحق في الاحترام والطاعة - على الأسرة ككل، خاصة فيما يتعلق بالتفاوض على الديون والأضرار وثروة العروس.

## الجمعيات السرية

### مجتمع البورو
إن أعظم الذنوب التي يمكن أن يرتكبها رجل ميندي هي التخلي عن أسرار قبيلتهم. مجتمع Poro البورو هو المجتمع الذكوري المكافئ لمجتمع ساندي Sande الأنثوي. عندما يتم تجنيد الفتية في هذا المجتمع، فإنه يعتبر إعداد لمرحلة الرجولة. كثير من طقوسهم موازية لتلك للمجتمع ساندي.
يعد Poro البورو الرجال للقيادة في المجتمع، حتى يتمكنوا من اكتساب الحكمة وقبول المسؤولية واكتساب القوة. وهي تبدأ بمرحلة اكتشاف الطفل، يليها تدريب وخدمة مكثفة. خلال سنوات التنشئئة السبع، يتحدث الشباب مع بعضهم البعض باستخدام لغة وكلمات مرور سرية، والمعروفة فقط لأعضاء البورو الآخرين. الأعضاء دائمًا ما يعرفون ويفهمون ما يقال. وهذا جزء من سر هذا المجتمع السري.
في البداية، يتم استدعاء الشباب الذين تبلغ أعمارهم عشرين عامًا في المجتمع ويتم تدريبهم من قبل المجموعة التي تسبقهم في العمر، مع وجود عدد قليل من كبار السن. هناك الكثير من العمل الذي يتعين القيام به أثناء عملية التدريب. الرقص من خلال الأقنعة جزء من هذا العمل، لكن ليس الجزء الأكثر أهمية. فقط من خلال العمل تصبح رقصة القناع ذات معنى.

### مجتمع الساندي
تبدأ جميع نساء الميندي في دخول مجتمع ساندي عندما يصلن إلى سن البلوغ. تتمثل أهداف هذا المجتمع السري في تعليم شابات الميندي مسؤوليات مرحلة البلوغ. يتم تعليم الفتيات أن يصبحن مجتهدات ومتواضعات في سلوكهن، خاصة تجاه الكبار. تؤثر مجتمعات الساندي على كل جانب من جوانب حياة نساء الميندي؛ إنه موجود قبل الولادة ولا يزال موجودًا بعد.
إن مجتمع ساندي يشكل وصاية للنساء؛ وحماية وتوجيه لهن خلال حياتهن. ساندي هو الذي يمنح المرأة الهوية والشخصية. يهتم مجتمع الساندي بما يجب أن يكون عليه الإنسان واكتشاف طرق تعزيز الحب والعدالة والوئام. إنها فلسفة أخلاقية تركز على التحسين الدائم للفرد.
تمثل قائدات الساندي نماذج للنساء في المجتمع. هن يمثلن القدوة لأعلى مُثُل الميندي، ويقع على عاتقهن عبء فرض علاقات اجتماعية إيجابية وإزالة أي ضرر قد يلحق بالمرأة في مجتمعها. «هذا هو الساندي؛ النساء معًا في أنوثتهن، في تبادل حر للكلمات والأفعال بين الأخوات. حيثما يتم اجتماع امرأتين أو ثلاث معًا، هناك روح الساندي»
تجري مجموعات الساندي عروضًا تكون النساء فيها مرتديات أقنعة تجسد روح الساندي الحامية التي ترتبط بالمياه والأنهار. لقد وصف الزوار المجتمع وأحداث التنكر منذ القرن السابع عشر.

### الترتيب الهرمي لمجتمع الساندي
يتم تنظيم مجتمع الساندي من خلال هرم يحتوي عددًا من المناصب. الصوي sowie هن القائدات الأعلى رتبة في المجموعة. إن وظيفتهن هي أن يعلمن نساء أهم القيم الاجتماعية لللميندي . أيضًا من واجبهن فرض علاقات اجتماعية مناسبة وإزالة أي شيء قد يضر بالنساء في مجتمعهن.
يمتلك الصوي السيطرة على بعض المعارف المقدسة والضرورية لتنمية النجاح والسعادة لدى الفرد، وكذلك لرفاهية المجتمع. إنهم خبيرات نساء الساندي ولديهن القدرة على الوصول إلى أسلاف الروح وقوى الطبيعة.
تعرف الرتبة أدنى الصوي بالليقبا ligba ، هناك نوعان من الدرجات داخل الليقبا هي ليقبا وا (كبرى) وليقبا والو (صغرى) في أي مجموعة لا يوجد سوى ليقبا وا واحدة وهي المسؤولة تنفيذية في المجتمع. قبل أن تتمكن المرأة من القيام بدور قيادي في الأنشطة الفنية، يجب أن تكون مؤهلة على الأقل كليقبا والو.
يشار إلى العضو العادي باسم nyaha نياها وتشير الكلمة إلى أن الالتحاق بالساندي يجعل من الطفلة امرأة، ويجعل كل امرأة في زوجة. يسمى الشروع في التدريب mbogdoni مبوقوندي. يعرف غير الأعضاء  باسم kpowa كابوا يعني "الجاهل، الغبي، المتخلف، الأحمق" وتعني إذا استخدمت كفعل "أن تصبح مجنونًا أو مختلًا .

## الثقافة النسائية

### الفن
الكثير من الفن ماندي في شكل المجوهرات والمنحوتات. الأقنعة المرتبطة بالجمعيات الشقيقة وجمعيات النساء وهي ماركا Marka و Mendé مندي والتي هي على الأرجح  المنتجات الأشهر في المنطقة. ينتج المندي Mandé أيضًا أقمشة منسوجة بشكل جميل تحظى بشعبية في جميع أنحاء غرب إفريقيا، والقلائد الذهبية والفضية والأساور والأقراط.
الأجراس الموجودة على القلادة من النوع الذي يعتقد بأن الأرواح تسمعه، فهو يدق في كلا العالمين، عالم الأجداد وعالم الأحياء. غالبًا ما يرتدي صيادوا المندي جرسًا واحدًا يمكن إسكاته بسهولة عند الضرورة. ترتدي النساء، من الناحية أخرى أجراسًا متعددة، في إشارة إلى مفاهيم المجتمع، لأن الأجراس تدق جميعها بشكل متناغم.

#### أقنعة الميندي
الأقنعة هي العقل الجماعي لمجتمع الميندي. ينظر إليها الميندي على أنها جسد واحد، فهي روح شعب الميندي. ان الميندي وهم يرتدون أقنعتهم يتذكرون بأن البشر لديهم وجود مزدوج؛ إنهم يعيشون في عالم ملموس من الجسد والأشياء المادية وعالم الروح حيث الأحلام والإيمان والطموحات والخيال.
يعكس قناع الميندي القيم العليا لأخلاق الإناث وجمالهن الجسدي. إنها غير اعتيادية لأنها تلبس من قبل النساء. يرمز الطائر الموجود أعلى الرأس إلى الحدس الطبيعي للمرأة الذي يتيح لها رؤية ومعرفة الأشياء التي لا يستطيع الآخرون رؤيتها. يمثل الجبين العالي أو الواسع الحظ السعيد أو العقل الحاد التأملي لامرأة الميندي المثالية. ترمز العيون الكئيبة إلى الطبيعة الروحية، ومن خلال هذه الشقوق الصغيرة تنظر النساء. يدل الفم الصغير على شخصية المرأة الهادئة والمتواضعة. العلامات على الخدين تمثل الندوب الزخرفية التي تتلقاها الفتيات أثناء دخولهن إلى عالم الأنوثة. الندوب هي رمز لحياتهن الجديدة الأصعب. لفات الرقبة هي مؤشر على صحة المثالية للمرأة. كما تم تسميتها رموز نمط التموجات الدائرية المركزية التي تصنعها روح المندي عند الخروج من الماء.
في ثقافة الميندي، تعتبر المرأة كاملة الشكل جميلة. تكشف قصات الشعر المعقدة عن العلاقات الوثيقة داخل مجتمع النساء. توجد الثقوب في قاعدة القناع حيث يتم إرفاق بقية الزي. يجب على المرأة التي ترتدي هذه الأقنعة ألا تكشف أي جزء من جسدها أو قد تلبسها روح الانتقام. غالبًا ما تغطي النساء أجسادهن بكتل من الرافية أو القماش الأسود.
عندما تنشئئ الفتاة في مجتمع الساندي، فإن أمهر حفار للخشب في القرية يصنع لها قناعًا خاصًا بها فقط. أقنعة الخوذة مصنوعة من قسم من جذع الشجرة، غالبًا ما يكون من شجرة kpole (القطن)، ومن ثم يتم نحتها وتجويفها لتلائم رأسها ووجهها. يجب على حفار الأخشاب الانتظار حتى يأتيه حلم في منامه يوجهه لصنع القناع بطريقة معينة. يجب إخفاء القناع في مكان سري عندما لا يرتديه أحد.
لا تظهر هذه الأقنعة في طقوس التنشئة فحسب، ولكن أيضًا في الأحداث المهمة مثل الجنازات والتحكيم وتعيين الرؤساء. توجد أمثلة من هذه الأقنعة في المتاحف. كانت أقنعة الميندي المختلفة، وتحديداً أقنعة الصوي، محور المعرض  في المتحف البريطاني في عام 2013م، واستكشاف تقاليدهم.

### الرقص
تعلم الرقص هو نظام قاسٍ يجب على كل فتاة ميندية التعامل معه. تمارس الفتيات الرقص لساعات طويلة في كل مرة حتى يقعن من الإرهاق. ندولي جوي، خبيرة الرقص، هي المسؤولة عن تعليم فتيات الميندي الرقص. عندما ترتكب الفتيات خطأً في الخطوات، فإنهن يجلدن حتى يصححن أخطائهن.
غالبًا ما تستيقظ الفتيات في منتصف الليل لممارسة الرقص ؛ أحيانًا يجبرن على البقاء مستيقظات لمدة 48 ساعة تقريبًا يرقصن طوال الوقت تقريبًا. بحلول نهاية تدريبهم القاسي، تتحول الفتاة إلى امرأة شابة قوية وواثقة حتى في أقسى الظروف. فهي في حالة بدنية كبيرة ولها القدرة على الصبر والتحمل.

#### القوندي
Gonde قوندي هي أيضًا Ndoli jowei، لكن بدلاً من كونها المنفذ القاسي، فإنها تصبح مرجة. تصبح القوندي صديقًة للمبتدئات حيث تسليهن وتساعدهن على نسيان المحن الصعبة التي يعيشنها. تقوم بتدريب الفتيات البطيئات في الرقص، وتشجع الفتيات على العمل الجاد. القونديهي شخصية مرحة ومحبوبة تخفف من الكآبة وتذكر الجميع بأن الساندي ليس دائمًا خطيرًا للغاية."

#### ندولي جوي
Ndoli jowei هي الروح الرئيسية للاحتفال، على الرغم من أنها تظهر أيضًا في مناسبات أخرى إلى جانب الاحتفالات. في بدء الساندي ، هناك ثلاثة أحداث رئيسية يظهر فيها ndoli jowei علنًا. يحدث الأول بعد يوم إلى ثلاثة أيام من اصطحاب الفتيات إلى الأدغال ليتم ختانهن. يُعرف هذا الحدث باسم ياي قبيقابي yaya gbegbi.
في هذا الوقت ، تأتي ndoli jowei إلى المدينة مع مجموعة من نساء الساندي ، بينما تبقى الفتيات في الأدغال كي يتعافين من آثار عملياتهن. تأتي النساء إلى البلدة لإخبار الرجال بأنهن بدأن في تنشئة الفتيات في الساندي. يذهبن إلى المدينة وهن يلوحن بأوراق الشجر ويجمعن الطعام واللوازم الأخرى التي يحتجنها.
ندولي جوي لا ترقص في هذه المناسبة لأنه لم يحن الوقت بعد للاحتفال. هي هناك فقط للتذكير بالدواء القوي الذي تم استدعاؤه في جلسة ساندي. هذا يتحقق من صحة السلوك الجامح لنساء ساندي.
تظهر فيها ndoli jowei في المرة القادمة في وليمة بسيطة تسمى كيبت قبلوبا يومبو Kpete gbula yombo le أوصوى مبا يلي قبي Sowo mba yili gbi. في هذه المناسبة ، يتم  إبلاغ الناس بتاريخ احتفال القاني بـ gani ؛ وهو الحدث الأخير في تنشئة الساندي Sande الذي تظهر فيه ndoli jowei. في هذا الوقت ، يتم إحضار الفتيات إلى المدينة لأول مرة منذ بدء عملية التنشئة ؛ برفقة ندولي جوي. هذه مناسبة سعيدة حيث يتم أداء الرقصات من قبل كل من النساء المقنعات والناشئات.

### الطين الأبيض
هوجو Hojo هو طين أبيض تستخدمه نساء الميندي لتمييز ممتلكاتهن. يأتي الطين من الماء مثل العديد من الأشياء الأخرى لدى الساندي. يعكس سطحه الناعم واللامع الضوء مما يجعله ملفتًا للنظر. يوجد الهوجو  Hojo في نطاق من الألوان من البيج إلى الأبيض النقي. يندر وجود هوجو الأبيض النقي ، حيث أنه يوجد فقط عميقًا تحت سطح الماء. الهوجو والساندي متوازيان حيث أن كلاهما مخبآن وسريان في أنقى صورهما.
الأبيض هو لون ساندي. بالنسبة للميندي ، نقاء اللون الأبيض يدل على النظافة وغياب العيوب. «إنه يظهر عدم الضرر»؛ فهو يخلو من كل الأشياء الشريرة وبالتالي فهو لون إيجابي ومفيد. الأبيض هو رمز لعالم الروح وأيضًا للأجزاء السرية في المجتمع حيث يسعى الناس إلى الوصول لأعلى المعايير.
الكائنات والأشخاص الذين تحمل علامة Hojo الهوجو تكون تحت حماية وتصرف الساندي . إنهم يخضعون لسلطة قانون والعقاب في مجتمع الساندي. يتم تلوين الفتيات الناشئات بالطين الأبيض لإظهار أنهن ملك للساندي. هذا يدل على أنهن تحت حماية الساندي ويجب ألا تخدعهن الصوي تلبس القاضية من النساء، الأبيض لتمثل التفكير الواضح والعدالة.

### الشعر
شعر المرأة هو علامة على أنوثتها. يحظى كل من سمك وطول الشعر بإعجاب الميندي. السمك يعني بأن لدى المرأة خيوط شعر فردية أكثر والطول دليل على القوة. يستغرق الأمر بعض الوقت والعناية والصبر لينمو شعر الراس جميلًا بالكامل. إن الاأكار حول الشعر تربط المرأة بالطبيعة، حيث تتم مقارنة طريقة نمو الشعر بالطريقة التي تنمو بها الغابات.
ان الغطاء النباتي على الأرض هو «الشعر» على رأس الطبيعة الأم بالطريقة نفسها التي يكون بها شعر رأس المرأة هو «أوراق الشجر». (بون) المرأة ذات الشعر الطويل والكثيف توضح قوة الحياة ، وقد تنعم برضى من الطبيعة يمنحها القدرة على الحصول على مزرعة واعدة والعديد من الأطفال الأصحاء.
تعتبر تسريحات الشعر مهمة جدا في مجتمع الميندي. يجب أن يكون شعر امرأة المندي جيدًا ونظيفًا ومزيتًا. يجب أن يكون الشعر مربوطًا تحت رقابة صارمة وأن يتحول إلى أنماط معقدة وأنيقة من أجل الجمال والجاذبية الجنسية. الشعر القذر، هو علامة على الجنون. إن المرأة التي لا تقوم بإعداد شعرها والحفاظ عليه أهملت معايير سلوك المجتمع. فقط امرأة في الحداد يمكنها أن تجعل شعرها فضفاضاً. يصف الميندي الشعر غير المرتب «بالمتوحش» غير مألوف ، ويرتبط الأفراد الذين يمتلكون هذه الصفة بالسلوك الوحشي.

### تشويه الأعضاء التناسلية للإناث
يتمثل أحد العناصر الرئيسية في تنشئة الساندي باستئصال البظر أو تشويه الأعضاء التناسلية الأنثوية. من المفترض أن تنبئ هذه الجراحة بالألم الذي تعاني منه نسساء الميندي أثناء الولادة. أيضًا تختبر هذه التجربة الصادمة التحمل البدني لنساء الميندي. الألم المشترك لاستئصال البظر يخلق روابط دائمة بين الفتيات الناشئئات. بعد عملية الختان يتم أخذ الوعود التي تعبر عن الرابطة الاجتماعية ؛ هذه الوعود هي استعارة للدعم الذي ستحصل عليه النساء أثناء آلام الولادة.
يعتبر هذا الإجراء ضروريًا لتغيير أطفال الميندي، الذين يُعتبرون من الجنس المحايد قبل هذا الإجراء ، إلى البالغين من جنسين مختلفين. يُعتقد أن تشويه الأعضاء التناسلية يزيل بقايا الذكورة.

### حلقات الرقبة
حلقات الرقبة عند قاعدة القناع هي مبالغة في تجعيد الرقبة الفعلي. يعتبر شعب الميندي من الرقبة الجميلة هي التي تحتوي على حلقات فهي علامة على الجمال لأنها تشير إلى الثروة والمكانة الرفيعة والجاذبية الجنسية. تدل الحلقات على الازدهار والمعيشة الصحية ، وتعطى من قبل الإله لإظهار عاطفته لفة قليلة محظوظة.
تشير الحلقات أيضًا إلى وجود علاقة مع الإلهية: إن سوو نفسها هي إله من المياه ، وتمثل حلقات الرقبة الأمواج المتحدة المركز التي تتشكل على ماء ثابت عندما يكسر رأس سوو سطح المياه. تأتي الروح من الماء ، وما تراه العين البشرية على رقاب النساء «إنسان في شكله ، لكنه إلهي في جوهره»، كما هو موضح في القناع .

## المنهج المنيدي
تم اختراع المنهج  الميندي في عام 1921 من قبل كيسيمي كامارا (1890-1962) من سيراليون. رأى تمكن البريطانيون من السيطرة على بلده ، فخلص كيميسي إلى  أن قوتهم كانت جزئيا نتيجة لمحو الأمية. فقرر إعطاء شعبه تلك القدرة. ادعى كيمسي بأن الإلهام أتاه في منامه فقرر إنشاء منهج ميندي ، والذي أطلق عليه اسم Ki-ka-ku كي كا كو. خلال عشرينيات وثلاثينيات القرن الماضي ، كان كيمسي يدير مدرسة في جنوب سيراليون لتدريس كي كا. أصبح المنهج الدراسي طريقة شائعة لحفظ السجلات وكتابة الرسائل.
خلال الأربعينيات من القرن الماضي ، أنشأ البريطانيون مكتب محو الأمية في بو ثاني أكبر مدن سيراليون. كان هدفها هو تعليم شعب الميندي القراءة والكتابة مع نسخة من الأبجدية اللاتينية. ونتيجة لذلك ، تقلص استخدام منهج كيسيمي تدريجيًا ، وحتى وقت قريب اعتقد العلماء أن الكتابة قد نسيت.
لكن المؤرخ الأمريكي كونراد توششرر اكتشف بعض الاكتشافات المذهلة بشأن كي كا كو ، في التسعينيات أثناء دراسته لنيل درجة  الدكتوراه. في كلية الدراسات الشرقية والأفريقية في لندن. كانت هذه هي فترة الحرب الأهلية في سيراليون ، فوجئ توششر ، بأن الحرب ذللت له المصاعب بدلاً عن إعاقة أبحاثه. كان الآلاف من المينديون يحتمون في مخيمات اللاجئين الضخمة المحيطة بمدينتي بو وكينيما ، وتم تنظيم الأشخاص الذين يعيشون في تلك المخيمات وفقًا لرؤسائهم في منطاقهم الأم ، مما يجعل من الممكن لتوششيرر مسح منطقة ميندي بأكملها (حوالي نصف سكان سيراليون) في مساحة صغيرة وفترة وجيزة من الزمن. ووجد  الباحث بأن منهج ميندي ، أبعد ما يكون عن النسيان ، إذ كان لا يزال يُستخدم من قبل عدد غير قليل من الناس ، معظمهم من كبار السن.
لكن توششرر اكتشف اكتشافًا مهمًا آخر قبل سنوات قليلة من اندلاع الحرب عندما زار بلدة بوتورو في منطقة بوجيون ، حيث جاء كيسيمي كامارا. علم الباحث أنه بينما تولى كيميسي زمام المبادرة في نشر البرنامج النصي الذي أسماه كي كا كاو في جميع أنحاء منطقة الميندي كان المخترع الفعلي لطريقة كي كا كاو في الكتابة  خياطًا محليًا قام بتطويره من أجل الاحتفاظ بسجل دقيق من أسماء عملائه وقياساتهم .

## السياسة
من المعروف جيدًا في سيراليون أن الميندي ، إلى جانب كريوس وشيربروس ، من محبي التعليم. وهم يفضلون التعلم على ممارسة الأعمال التجارية. بالنسبة إليهم ، التعليم يأتي أولاً. ومن المعروف أيضًا أنهم يحظون بالاحترام ويتمتعون بصفات القيادة.
كانت السياسة في سيراليون تقليديا يهيمن عليها الميندي. يشكل الحزب الشعبي في سيراليون (SLPP)، أحد الحزبين السياسيين الرئيسيين في البلاد ، يقع معظم أنصاره وداعميه في المنطقة الجنوبية الشرقية من سيراليون.
معظم المناصب الحكومية العليا في البلاد يشغلها الميندي. كان أول رئيس وزراء لسيراليون السير ميلتون مارجاي، الذي قاد البلاد إلى الاستقلال عن المملكة المتحدة في 27 أبريل 1961، عضوًا بارزًا في مجموعة الميندى العرقية. ومن بين السياسيين البارزين الآخرين في سيراليون من جماعة الميندي العرقية رئيس الوزراء الثاني في البلاد السير ألبرت مارغاي -الذي كان أيضًا الشقيق الأصغر لميلتون مارغاي ؛ القائد الأعلى السابق للقوات المسلحة  في سراليون- ورئيس دولة سيراليون السابق العميد ديفيد لانسانا ؛ الرئيس السابق لدولة سيراليون العميد يوليوس مادا بيو ؛ نائب رئيس سيراليون السابق ألبرت جو ديمبي ؛ نائب رئيس سيراليون السابق والمحامي العام سولومون بيريوا.
نائب رئيس سيراليون السابق وزير العدل والمحامي العام فرانسيس مينا ؛ المدعي العام السابق لسيراليون وأحد الأعضاء المؤسسين لحزب شعب سيراليون بانيا تيجان سي. صموئيل هينغا نورمان ، الذي كان وزيراً للدفاع في سيراليون والقائد السابق لمليشيا قوات الدفاع المدني (المعروفة باسم كاماجورس). السياسي السيراليوني تشارلز مارغاي ، وهو زعيم أحد أحزاب المعارضة الرئيسية في البلاد ، الحركة الشعبية من أجل التغيير الديمقراطي (PMDC). وهو أيضًا ابن رئيس الوزراء السابق ألبير مارجاي وابن أخ ميلتون مارجاي. ووزير مالية سيراليون السابق جون أوبونجو بنجامين ، الذي يشغل حاليًا منصب القائد الوطني لحزب الشعب السيراليوني (SLPP).

## التأثير السياسي للمرأة في مجتمع الميندي
يعد الميندي مثالًا جيدًا وموثقًا لمجتمع غير غربي ما حقبة ما قبل الصناعة ، حيث تشغل النساء ، من الناحية التاريخية على الأقل ، مناصب قيادية سياسية كبرى مقارنة بالرجال. في حقبة ما قبل الاستعمار ، كان للميندي رئيسات وزعيمات حرب. إحدى هذه القيادات النسائية ، السيدة يوكو (1849-1906 م)، كانت زعيمة الاتحاد الكونفدرالي الواسع كابا ميندي Kpa Mende. تم الاعتراف بها رسميًا من قبل البريطانيين كقائد بارامونت في عام 1894م ، حيث حكمت منطقة تم تقسيمها في نهاية المطاف إلى أربعة عشر مقاطعة.
على الرغم من أنه من المستحيل معرفة مدى صعود نساء مينديات أخريات إلى مناصب قيادية مماثلة للسيدة يوكو ، يعتقد المؤرخون أنه ربما من بين خمسة عشر وعشرين بالمائة من القادة المحليين الذين تفاوض معهم البريطانيون في وقت التوطيد الاستعماري كانوا من النساء. يستمر هذا النمط حتى يومنا هذا. وفقا لماكورماك ، "إن النساء المعاصرات اللائي يحتللن مناصبًا بارزًة بنفس القدر من الأهمية ، ويمتد نفوذهن السياسي الآن إلى الساحات الوطنية والدولية. في عام 1988، كان ثلاثة عشر من بين 146 من رؤساء القبائل من الإناث.
يلاحظ ماك كورماك كذلك ، «هناك ميل في الثقافة الغربية لتعريف النساء على أنهن ضعيفات ويحتاجن إلى الحماية ، لأنهن ينجبن. في غرب إفريقيا ، يتم إعطاء نفس الحقائق البيولوجية تفسيرًا ثقافيًا مختلفًا. إن حمل الأطفال يدل على أن المرأة قوية ووكتبت ليندا روز داي، وهي امرأة أخرى في منصب رئيسي في الميندي،» إن النساء ينهضن بشكل طبيعي ليصبحن قائدات وذلك عندما يصبحن زوجات كبيرات في منزل كبير وعندما يصبحن أكبر الأقارب الذين يعيشون في مجموعة تمتاز بحيازة أراضي كبيرة، أو عندما يصبحن رئيسات لي فصول الساندي المحلية. يُنظر إلى الأمهات اللائي لديهن الكثير من الأطفال كشخصيات قوية وقادرة على تحمل المسؤولية.

## شخصيات ميندية بارزة

### السياسيون
• ألبرت جو ديمبي ، نائب رئيس سيراليون السابق.
ألبرت مارغاي، رئيس الوزراء الثاني لسيراليون من 1964 إلى 1967؛ شقيق السير ميلتون مارغاي والد تشارلز مارغاي.
• أليو كونديو ، القائد السابق لقوات الدفاع المدني.
• أنسو لانسانا ، الأمين العام للحزب السياسي PMDC.
• أوغسطين بوكاري ، عضو برلمان سيراليون الذي يمثل مقاطعة كونو.
• بانيا تيجان سي ، المدعي العام السابق لسيراليون وأحد الأعضاء المؤسسين لحزب الشعب السيراليوني (SLPP).
برناديت لاهاي، سياسية من سيراليون وعضوة في البرلمان حاليًا تمثل منطقة كينيما.
• بيندي هيندوا سامبا ، رئيسة مقاطعة بو.
• تشارلز فرانسيس مارغاي ، سياسي سيراليون وزعيم الحزب السياسي للحركة الشعبية من أجل التغيير الديمقراطي (PMDC).
كوري بوكر (من خلال الحمض النووي) عضو مجلس الشيوخ والسياسي الأمريكي.
• ديفيد لانسانا ، الرئيس السابق لدولة سيراليون.
• ديفيد ووباي ، رئيس البلدية الحالي ورئيس مجلس إدارة مويامبا.
• دينيس ساندي ، وزير الأراضي والتخطيط الريفي والبيئة الحالي في سيراليون.
• الدكتورة ساندي بوكاري ، جامعة Pro Chancellor Njala ، كلية الفنون التطبيقية الشرقية.
الدكتور إدوارد هينجا ساندي، نائب وزير، وزارة الموارد المائية.
• إيلا كوبلو غولاما ، أول امرأة تُنتخب في برلمان سيراليون وأول امرأة تُنتخب وزيرة في سيراليون.
فرانسيس مينا، وزير العدل والمحامي العام في سيراليون من 1978 إلى 1985 ونائب رئيس سيراليون من 1985 إلى 1987.
• هندولو تري ، وزير السياحة والشؤون الثقافية السابق في سيراليون.
• جوزيف ب. داودا ، وزير المالية السابق في سيراليون ، والعضو السابق في البرلمان ووزير التجارة السابق.
J.J.Gaima II ، باراماونت رئيس ديا ، منطقة كايلاهون ، باراماونت كبير أعضاء البرلمان يمثل مقاطعة كايلاهون.
جو روبرت بيماجبي، سفير سيراليون الحالي لدى الأمم المتحدة.
جون كاريمو، وزير مالية سيراليون السابق والمفوض السابق لهيئة الإيرادات الوطنية لسيراليون (NRA.)
• جون أوبونجو بنجامين ، الزعيم الحالي لحزب الشعب السيراليوني (SLPP) ووزير المالية في سيراليون من 2002 إلى 2007.
• جوزيف جاندا ، رئيس أساقفة سيراليون.
• ماري موسى ، رئيسة بلدية كويدو الحالية.
ميلتون مارجاي، أول رئيس وزراء لسيراليون من 1961 إلى 1964.
• مومو لوميه ، بورما ستار ، الجندي البريطاني الحرب العالمية الثانية. باراماونت شيف، جوبا تاون ماترو. مقاطعة بونتي.
ساليو أحمد ندوله ، عضو برلمان سيراليون من مقاطعة كايلاهون (SLPP).
سام بوكاري ، زعيم المتمردين السيراليونيين السابقين.
• سيبتيموس كايكاي ، وزير الإعلام والاتصالات في سيراليون من 2002 إلى 2007
• شيرلي غبوجاما ، وزير خارجية سيراليون من عام 1996 إلى عام 1997، ووزير الشؤون الاجتماعية وشؤون الطفل في سيراليون من 2002 إلى 2007.
• صمويل هينغا نورمان ، وزير دفاع سيراليون من عام 1998 إلى عام 2002 والرئيس السابق للمليشيات قوات الدفاع المدني (المعروفة باسم كاماجورس)
• سليمان إيكوما بيريوا ، نائب رئيس سيراليون السابق من 2002 إلى 2007 والنائب العام السابق لسيراليون.
• سليمان موسى ، نائب رئيس NPRC ، وهي حكومة عسكرية تحكم سيراليون من 1992 إلى 1996.
• فاندي شيدي مينا ، نائب وزير الشؤون الخارجية والعلاقات الدولية الحالي في سيراليون.

### الفنانون
• أندي لوميه ، مغني وكاتب أغاني ومنتج.
• الفكر الأسود black thought  ، مغني الراب فرقة الجذور.
ديفيد فاندي ، الكاتب المسرحي والممثل الإذاعي في سيراليون.
• إيمرسون أميدو بوكاري ، موسيقي سيراليوني.
• إيساتا ماهوي ، ممثلة سيراليون.
• أشعيا واشنطن ، الممثل الأمريكي من أصل سيراليوني.
مارياما إليزا ويبي، نموذج سيراليون.
• مايكل ك. ويليامز ، ممثل.
• صالح كوروما ، موسيقي شعبي.
• S.E. روجي، مغني، فنان.

### نجوم كرة القدم
باتريك بانتاموي ، لاعب كرة قدم سيراليوني.
ساهر لاهاي، لاعب كرة قدم سيراليوني.
ألفا لانسانا، لاعب كرة قدم سيراليوني.
لامين ماساكوي ، لاعب كرة قدم سيراليوني.
إيمرسون سامبا، لاعب كرة قدم سيراليوني.
مصطفى سما، لاعب كرة قدم سيراليوني.
كيموكي كالون، لاعب كرة قدم سيراليوني سابق.
محمد كلون، لاعب كرة قدم سيراليوني.
موسى كالون، لاعب كرة قدم سيراليوني سابق.
جبريل ووباي، لاعب كرة قدم سيراليوني.
عثمان يونس، لاعب كرة قدم سيراليوني.

### آخرون
كوريتا سكوت كينج، مؤلف (من خلال الحمض النووي)، ناشط وقائد الحقوق المدنية.
جوزيف سينكوي، من مواليد سنجبي بيه، ضحية تجارة الرقيق في المحيط الأطلسي وزعيم التمرد على متن السفينة «أميستاد»، حاول الهرب وأُطلق سراحه في محاكمة في الولايات المتحدة ضد أميستاد.
مايا أنجيلو، من خلال شاعر وناشط الحقوق المدنية.
إلينور جون (من خلال الحمض النووي) مصور .